# Иноковка 1-я
1-я Иноковка — село в Кирсановском районе Тамбовской области. Административный центр сельского поселения Иноковский сельсовет.

## История села
Первое упоминание о первых переселенцах, говорится в предании о монашенской жизни в Кирсановском крае «преданье говорит, что когда ещё не было жилья, на правом берегу был скит», в котором обитало несколько отшельников приплывших неизвестно откуда. Место было выбрано удачно — между холмами, рядом была река (будущая Иноковка), с юго-востока поселение от набегов защищала крупная река (будущая Ворона) c заболоченной поймой.

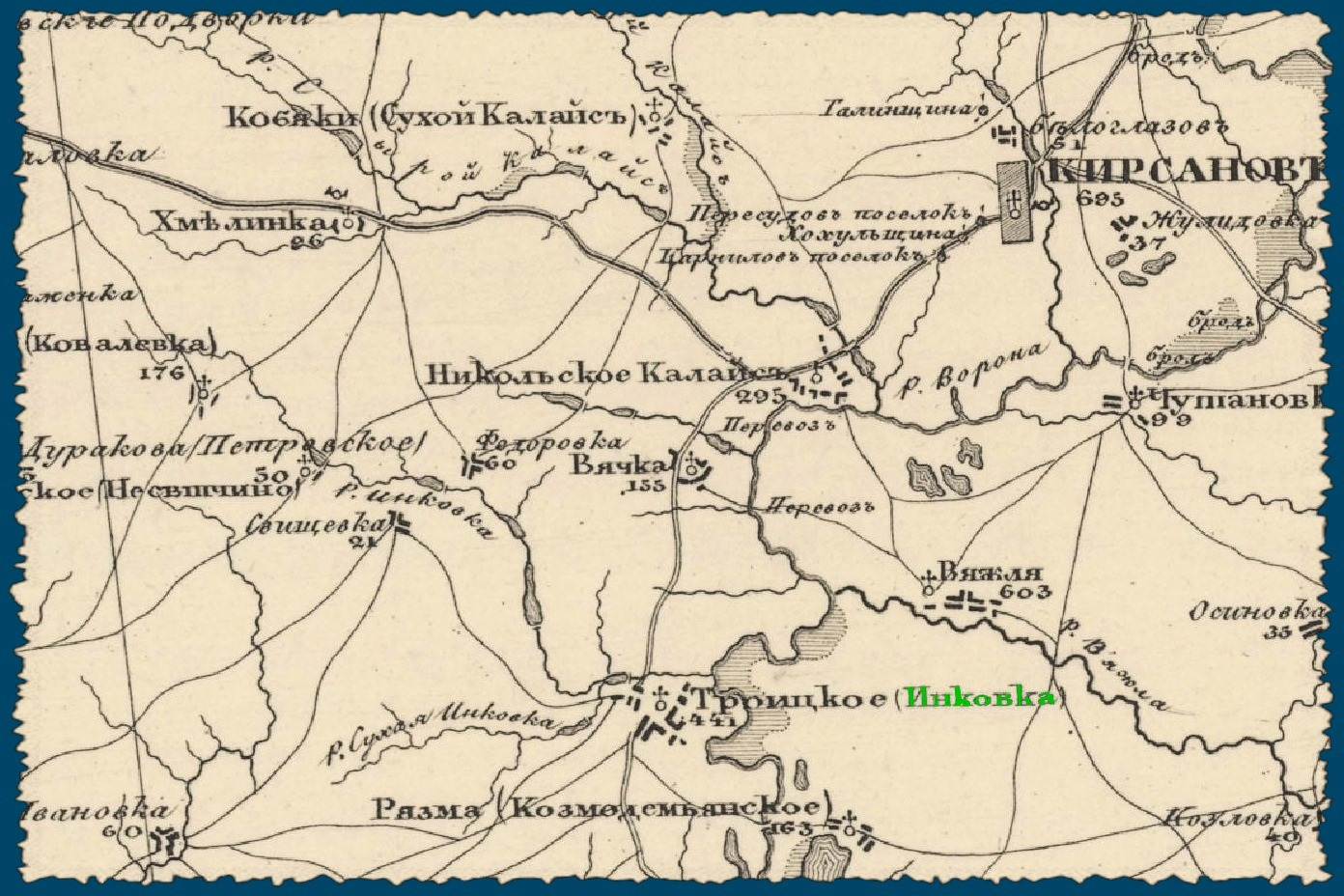
Специальная карта Зап.части России 1826—1840. Фрагмент Тамбовской губ., Кирсанов, Иноковка (1832).

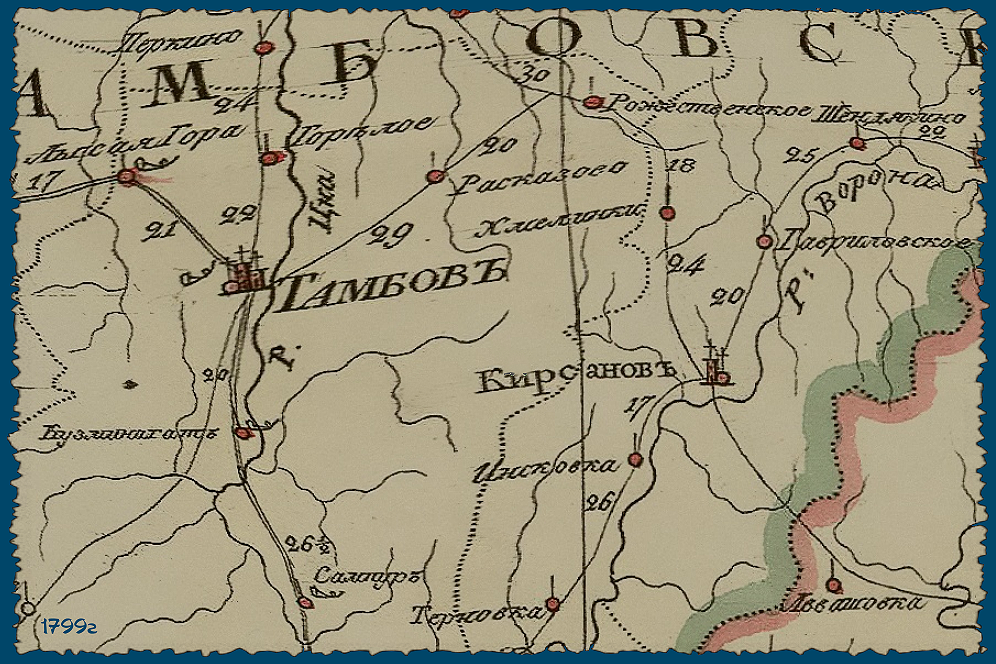
Генеральная карта России по губерниям. Фрагмент Тамбовской губ., с. Иноковка (1799г).

Исходя из официальных данных Иноковке (1-й) более трёхсот лет. Согласно итоговым данным первой ревизской сказки 1719 года в селе Иноковка проживали однодворцы — 80 домохозяев; у них числилось 285 мужских душ, в том числе Григорий Федянин, Федор Воронин, Степан Верещагин, Абрам Давыдов, Захар Дубовицкий, Емельян Михайлов, Антон Криволапов, Иван Ситников, Назар Дедов, Меркул Добрынин и другие.
Во время крестьянского восстания Пугачёва село примерно в 1774 году было временно захвачено отрядом повстанцев.
Село как Иноковка было указано на карте 1792 года в 17 верстах от ближайшего города Кирсанов. Уже тогда через село проходила дорога из города Кирсанов на юг до Борисоглебска, которая сохраняла заметное значение до постройки железной дороги через Кирсанов и в село Инжавино. На карте 1816 года село указано было как Инаковка.
Во второй четверти 19 века село на картах называют как Троицкое (Инковка тож) — например, на карте Шуберта 1840 года и в атласе Зуева 1858 года издания. Но позже из-за возникшей путаницы в одинаковых названиях близких селений стали возвращать названия уникальные для данного района, и как Иноковка снова стали обозначать село с конца 1860-х годов.
В 1840 г. на средства сельчан была построена церковная четырёхклассная школа. Предназначалась для государственных крестьян, содержалась за счёт крестьян. Изучали несколько предметов — Св. Историю, Краткий катехизис, арифметику и письмо. В ней училось тогда около 50 детей.
В 1853 году открылось начальное народное училище. В 1891 году там училось около 90 детей. На содержание этого училища местное земство ассигновывало до 100 руб., а общество крестьян — до 200 руб в год. Безвозмездно законоучителем с 1878 года в нём был местный священник Николай И. Оржевский (1852 г.р.), учительницей — Мария Гриднева, окончившая полный курс учения в Тамбовском Епархиальном училище. 
В конце XIX века появляются отдельные мужская (земская) и женская (церковно-приходская) школы, объединённые позже при советской власти в единую трудовую.
Во время отмены крепостного права в 1861 году село состояло из государственных крестьян. В уезде, в основном, крестьяне получили наделы земли в общинное владение, а в подворное владение перешло очень мало земли. Бывшие государственные крестьяне Кирсановского уезда получили в среднем 5-6 десятин земли на 1 ревизскую душу.
До 1871 года в селе была одна Троицкая церковь, построенная заново в 1865 году. Приход был основан еще в начале 17 века.

В 1871 году село начало разделяться по реке Сухая Иноковка на Старую и Новую Иноковки (сейчас 1-я и 2-я Иноковки). Метрические книги с 1871 года стали вестись раздельно. Но на официальных картах и отчётах чиновников о населении долго оставалось единое название — Иноковка.
По данным 1880 года в селе Иноковка насчитывалось 6564 жителей, 3 церковно-приходские школы, 4 лавки.
В Памятной книжке Тамбовской губернии 1894 года село (как единое) насчитывало 1264 двора с населением 9006 человек.
По 1-й Всероссийской переписи населения 1897 года село (в отчёте как единое) насчитывало 8924 жителей, что ставило Иноковку по численности на первое место среди сёл в Кирсановском уезде. Село входило в состав Иноковской волости, на начало 20 века в эту волость входили ещё несколько поселений (в том числе сёла Калаис, Тихвинка, Богохранимая).
Проводились 2 ярмарки в году и базары по средам. На ярмарках продавалось то, что было необходимо для деревни. На неё съезжалось из других селений большое количество купцов с разными товарами: сукном, кожей, материалом, серебряной, медной и деревянной посудой, воском, солью, сахаром. Ярмарка длилась 2 дня. Сборы от неё шли на нужды села.
В Старой Иноковке к концу 19 века было 2 церкви. Основная Троицкая церковь — деревянная; была построена заново в 1865 году на средства прихожан. Престолов два: главный — в честь Животворящей Троицы и придельный — во имя трех святителей Петра, Алексия и Ионы.  И приписанная церковь (кладбищенская) — в честь местночтимой Тихвинской иконы Божией Матери. Обе не сохранились к XXI веку.

## ЖД станция Иноковка
Через одноимённую железнодорожную станцию Иноковка (построена в 1870 году в 507 километрах от Москвы) следуют поезда из Москвы, Санкт-Петербурга, Мурманска, Воронежа, Бреста, Праги — в Саратов, Астрахань, Алма-Ату, Уфу, Волгоград и многие другие города.
Стоит отметить, что станция Иноковка Юго-Восточной Железной Дороги находится на значительном удалении (около 14 км) от самого одноимённого села — близ села Краснослободское (Ковылки), расположенного около дороги Тамбов — Кирсанов. Изначально станция называлась Краснослободская, но из-за похожей другой крупной станции её переименовали в конце XIX века в более уникальное название (по ближайшему крупному селу).

## Иноковка в XX веке
К 1904—1905 гг. в Иноковке построили земскую больницу, вырыли колодцы по селу, построили мост и замостили дамбу.
К 1911 году в Старой Иноковке насчитывалось 755 дворов и около 6000 взрослого населения. На 1916 год в местной церкви служили священники Смирнов Иаков, Щеглов Константин.
После октябрьского переворота 1917 года Советская власть в Кирсанове была установлена только весной 1918 года. В Иноковке установлению советской власти оказывалось огромное сопротивление. Значительная часть зажиточного крестьянства, посчитав нелепостью отдавать кровно нажитое имущество и доведенные до отчаяния бездумной и жестокой продовольственной политикой советского государства, подались в леса, к восставшим крестьянам под руководством революционера Антонова А. С., который состоял в партии эсеров с 1907 года. Сам Антонов в июле 1918 года покинул по политическим мотивам пост начальника кирсановской уездной милиции, и с единомышленниками, прихватив оружие, ушёл в подполье. Тогда же ушли из Иноковки в партизаны — милиционер из местных Пётр Токмаков и Иноковский начальник милиции третьего района Иван Семенович Заев, помогавшие ранее Антонову делать схроны с оружием около Иноковки и Чернавки.
В конце 1919 года в Иноковке в доме Токмакова были выслежены сам Токмаков и братья Антоновы. Местные коммунисты и милиция окружили дом. На вызов никто не выходил, и двери были заперты. Тогда принесли керосин и зажгли дом. Но повстанцам удалось уйти, выпрыгнув из окон и отстреливаясь.
К началу 1919 года в Тамбовской губернии действовали 50 продотрядов из больших городов. Крестьян возмущал произвол в определении объёма поставок и злоупотребления грубой силой.
В 1920 году, когда регион поразила засуха, к зиме крестьяне трёх самых хлебородных уездов (Кирсановского, Тамбовского и Борисоглебского) голодали, так как хлеба было собрано около 12 млн пудов, а продразвёрстка не была уменьшена, требуя 11,5 млн пудов на всю Тамбовскую губернию.
Датой начала грандиозного Тамбовского восстания на Тамбовщине считается август 1920 года, когда в Тамбовском уезде крестьяне разгромили очередной продотряд и затем — спецотряд по борьбе с дезертирством. 25 августа 1920 года Антонов принял на себя руководство восстанием — он приступил к вооружению населения из своих тайников.
Житель села Иноковка Георгиевский кавалер Пётр Токмаков (бывший поручик царской армии) был правой рукой крестьянского атамана Антонова, председателем Союза трудового крестьянства (СТК). В ноябре 1920 года он стал командующим Объединённой партизанской армией, то есть фактически руководителем восставших крестьян Тамбовской губернии. Погиб в бою в первой половине 1921 года.
Безжалостны и беспощадны повстанцы Антонова были к 'твердокаменным' коммунистам — казнили захваченных комиссаров, красных командиров, руководителей продотрядов в ответ на хлебные грабежи, сожжённые дома и расстрелы заложников из местных жителей. Простых красноармейцев повстанцы пытались переманить в свои отряды.
По сведениям местного ВИК (Волисполком) умерших от голода с января по май 1922 года: Паревка — 154, Чернавка — 90, Красивка — 75, Богдановка — 161, Ржакса — 12, Град.-Умет — 3, Иноковка — 16 человек и т. д..
В 1922 году проходила неофициальная кампания по изъятию государством церковных ценностей, в том числе под видом помощи голодающим. По отчёту изъятия на 20 мая 1922 г. (по городу Кирсанов и уезду) в селе Иноковка реквизировано серебра 1пуд 23фунта 75з. 18д. Для сравнения: в крупном селе Инжавино — серебра 1 пуд 32 фунта 54 з. 24 д.
К 1929 году в 1-й Иноковке были образованы шесть сельскохозяйственных товариществ, преобразованных в 1930 г. в 3 колхоза, объединившиеся в 1950 г. в колхоз имени Куйбышева.
В 1935 году село окончатально разделили по земельным участкам на два села: первая и вторая Иноковки.
Последним предвоенным священником в 1-й Иноковке был Кротков Николай Федорович, служивший в церкви в 1920-х гг., арестован по статье 58-10 УК РСФСР в 1937 году, приговор — 10 лет лагерей.
На 1947 год по данным из «Сведения и справки РИКов о действующих церквах. 1948 г.» в обоих Иноковках не работало ни одной церкви.
К середине 1970-х годов в обоих Иноковках было четыре школы, больница, аптека, фельдшерско-акушерский пункт, шесть магазинов, хлебопекарня, маслобойня, маслосырзавод, два дома культуры.
В 1-й Иноковке директором одной из школ была А. Я. Дубовицкая. Заведующий Иноковской больницей был И. М. Булгаков.
Председателем сельсовета (объединявший обе Иноковки) с 1960-х годов долгое время был Дедов Николай Терентьевич, инвалид войны, орденоносец.
Около сельского кладбища сооружён мемориальный комплекс (поимённый) в честь погибших односельчан в Великой Отечественной войне.

Село Иноковка-1. Мемориальный комплекс с фамилиями иноковцами, погибшими в ВОВ.

## Современная 1-я Иноковка
Сейчас село 1-я Иноковка является административным центром Иноковского сельского поселения, которое объединяет Первую и Вторую Иноковки.

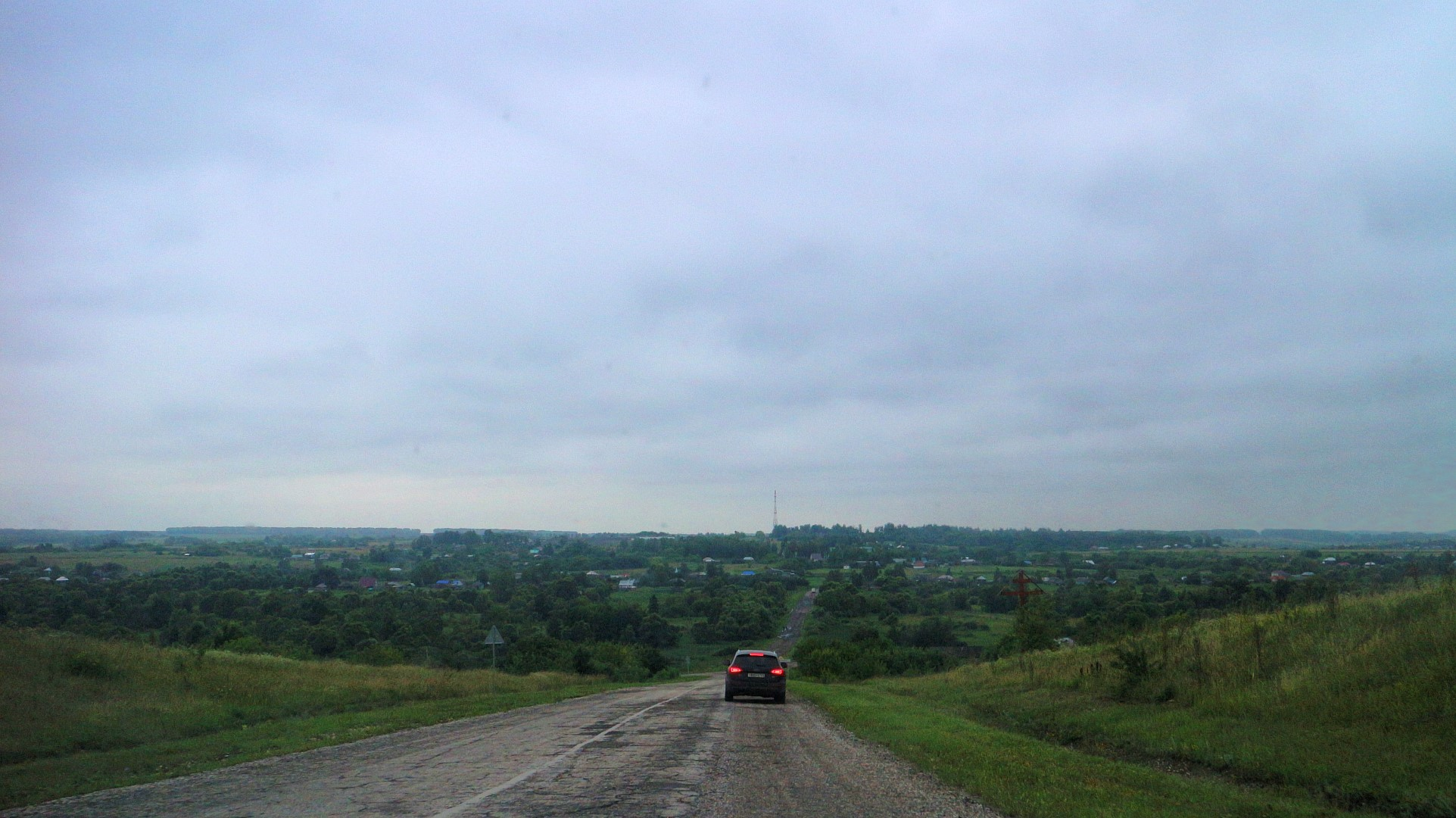
Село Иноковка-1 (вид с севера). 2018 г.

По данным переписи 2015 года в сельском поселении проживает около 1000 человек. Занимаются в основном сельским хозяйством и пчеловодством.
В село проведен газ. Работает средняя школа (улица Площадь, д.1) — филиал муниципального бюджетного общеобразовательного учреждения «Уваровщинская средняя общеобразовательная школа» в составе около 60 учеников. 

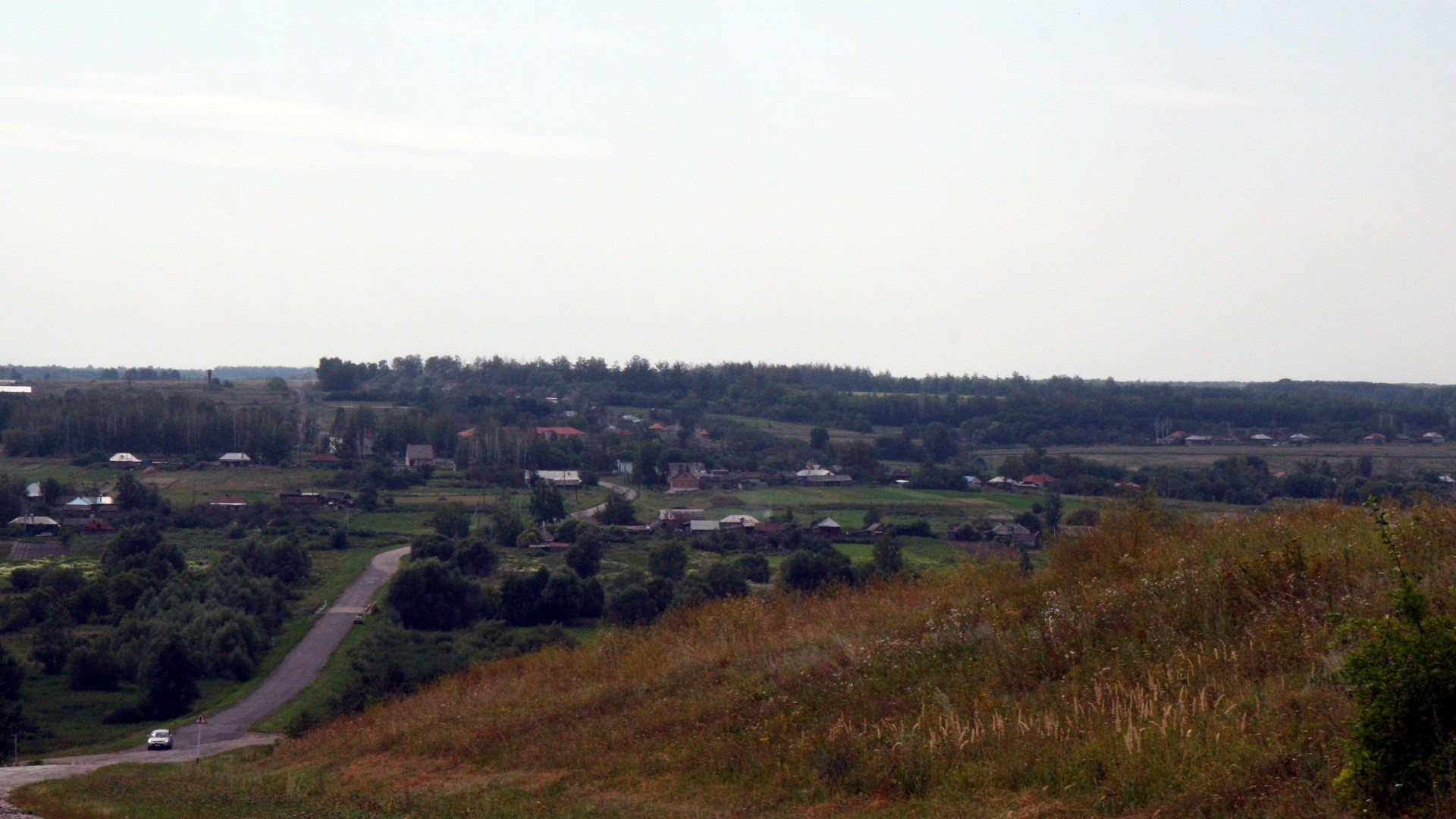
Кирсановский район, с.Иноковка-1, вид с севера (2012г).
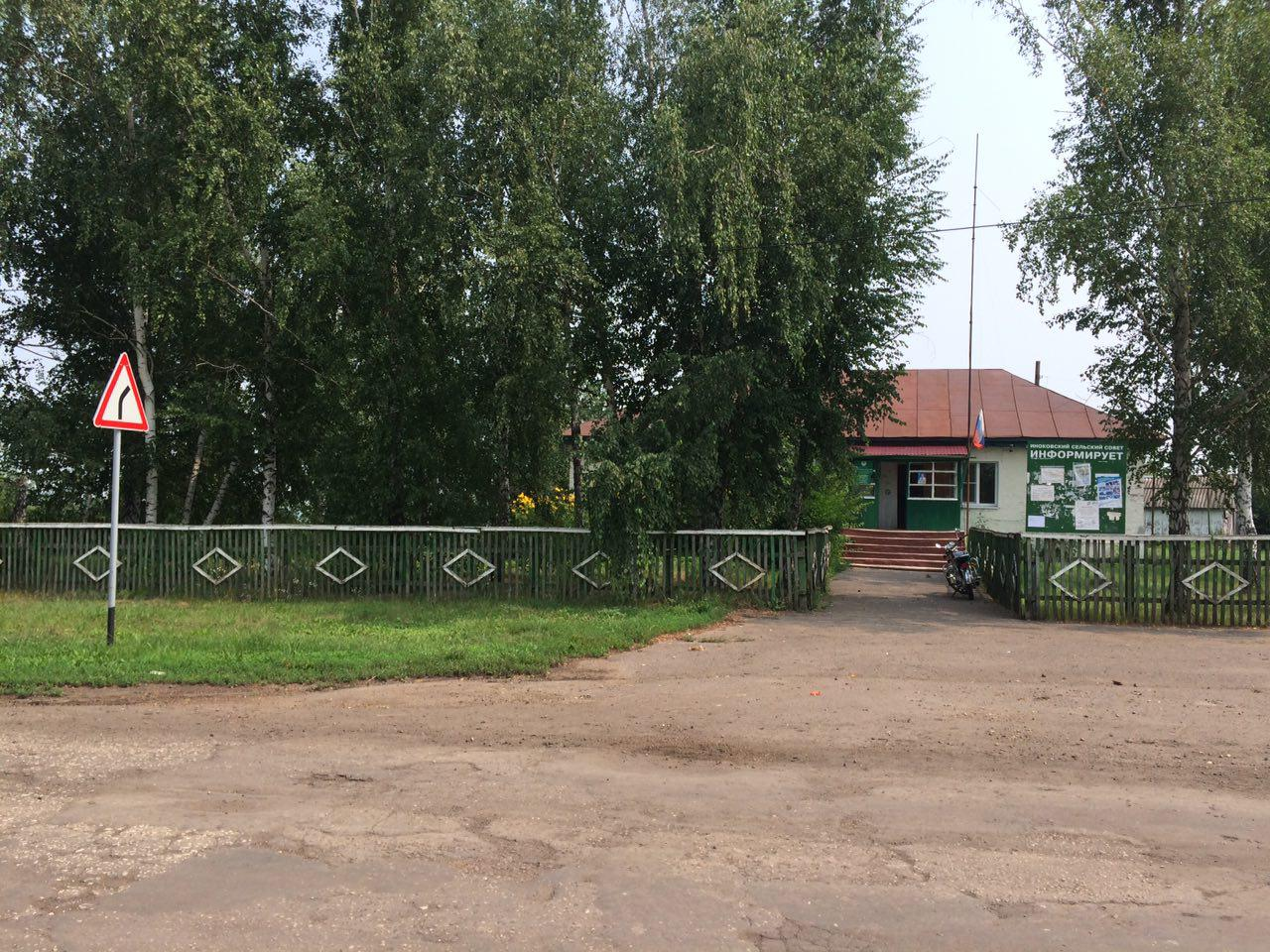
Кирсановский район, с.Иноковка-1. Иноковский сельсовет.
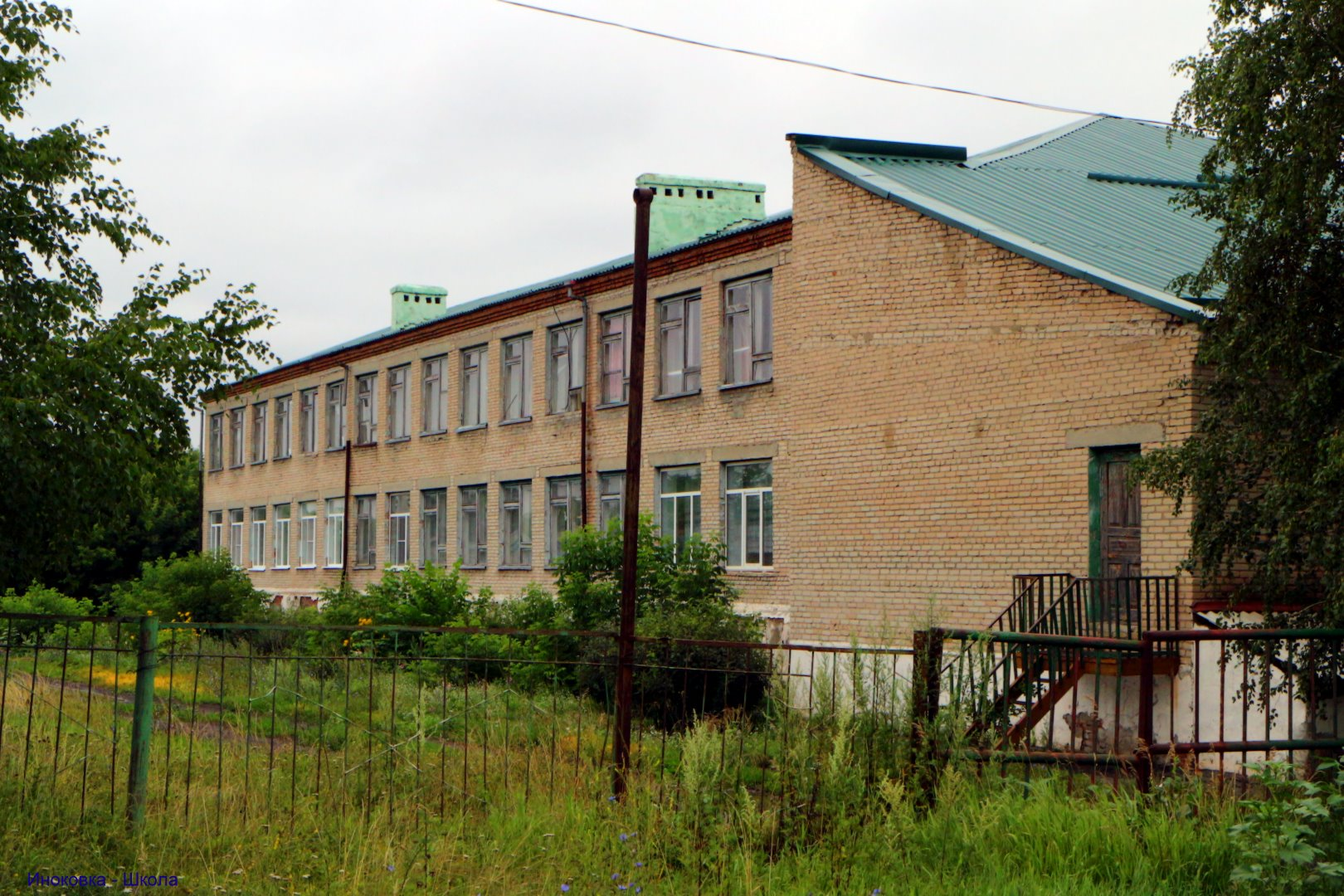
Кирсановский р-н, с.Иноковка-1, общеобразовательная школа (2018г)
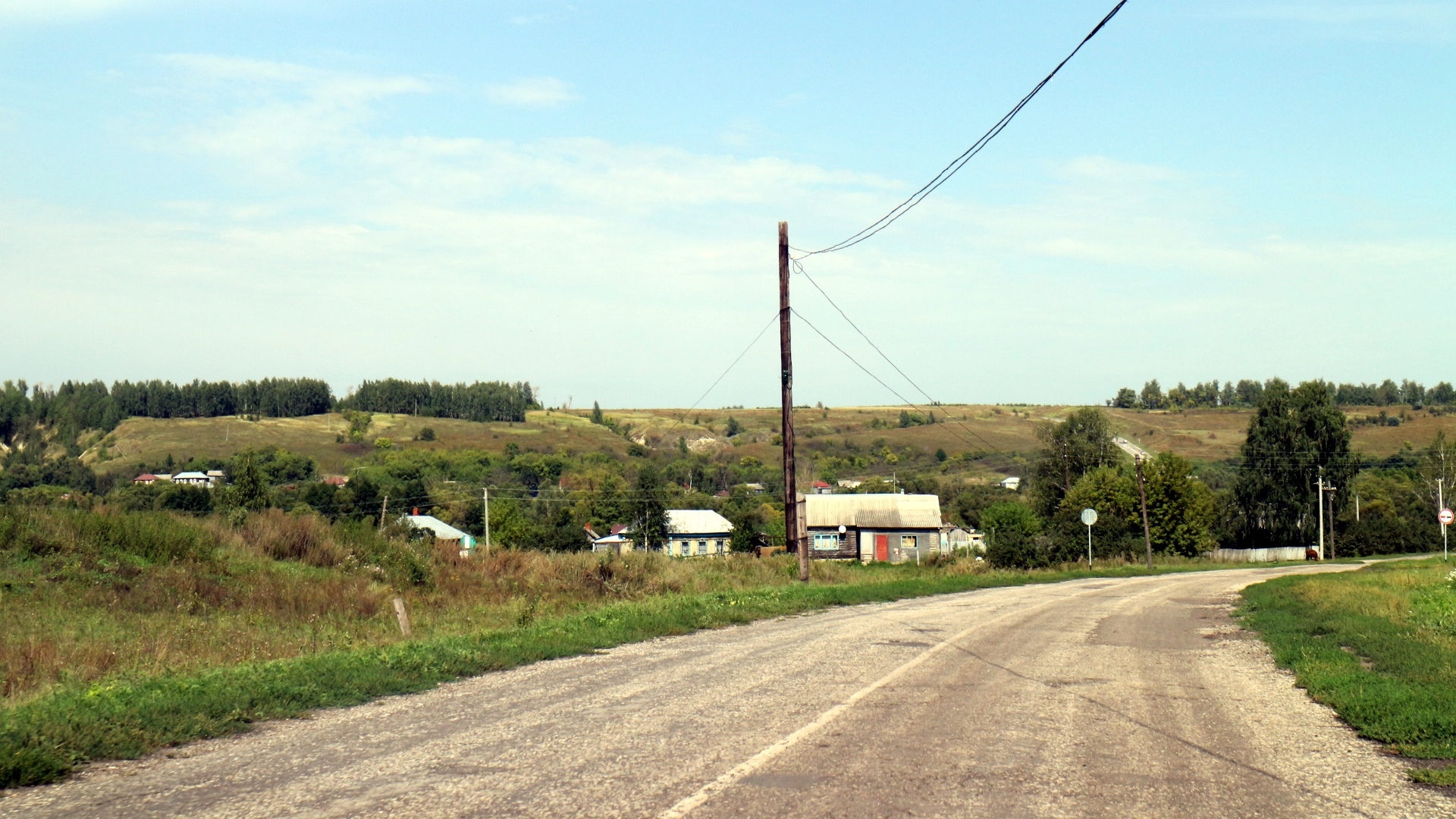
Кирсановский район, с.Иноковка-1, вид с юга в сторону Кирсанова (2016г).
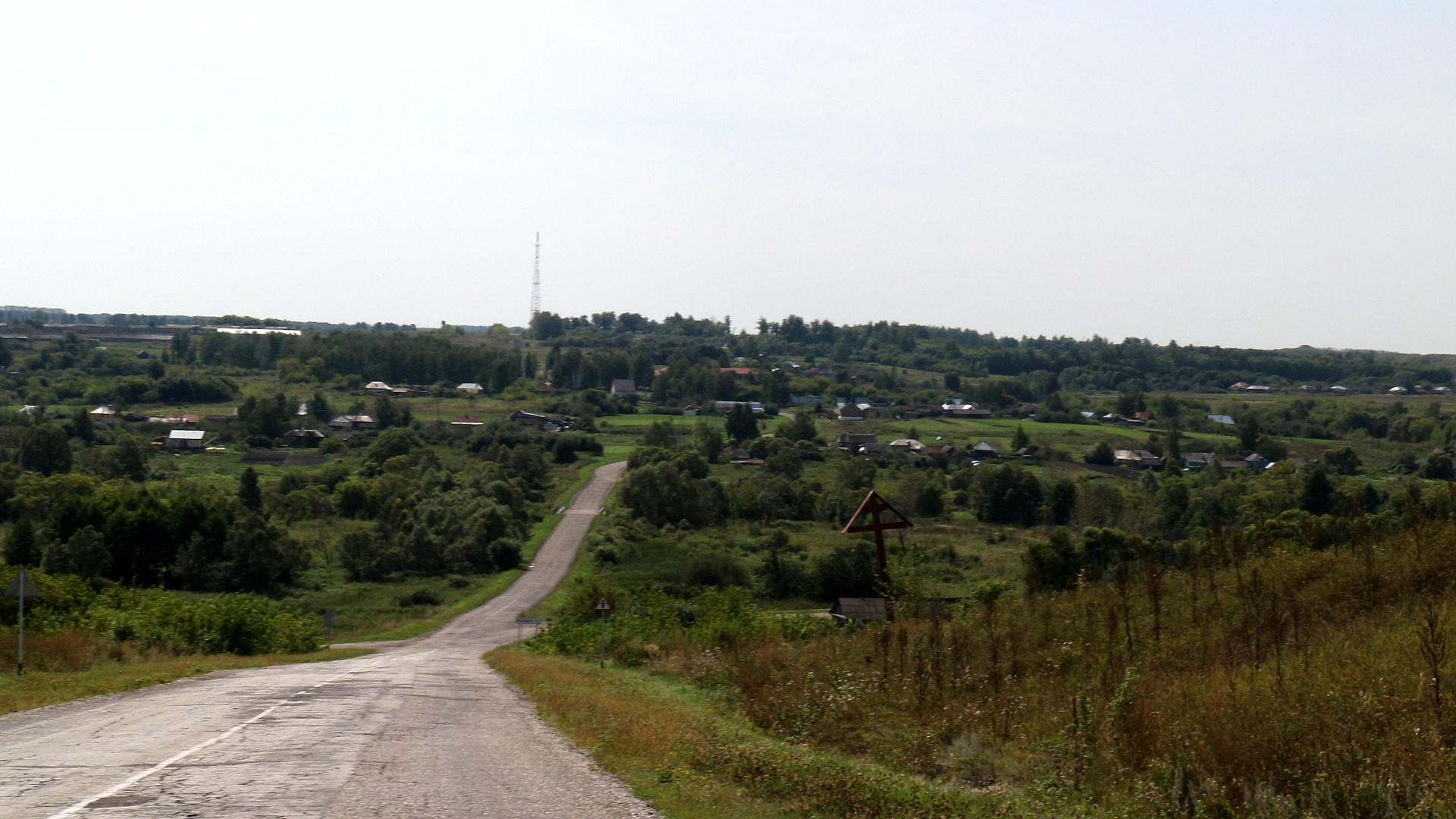
Кирсановский район, с.Иноковка-1. Вид с севера (2016г).

## Улицы 1-й Иноковки

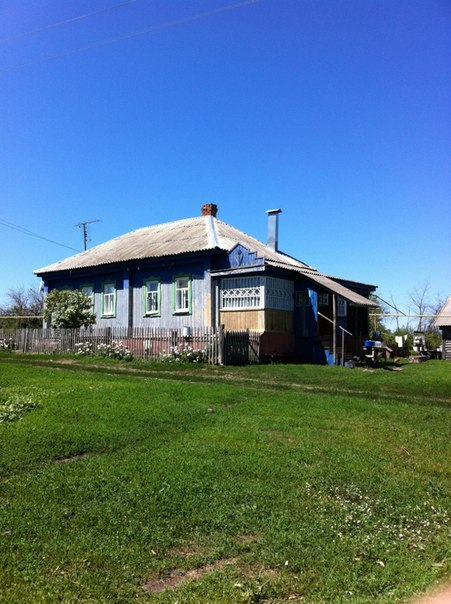
Иноковка-й. Дом по улице Бутырки

| Название            |
| ------------------- |
| Бутырки             |
| Верхний Затон       |
| Верхняя Самодуровка |
| Вессажары           |
| Гора                |
| Зарека              |
| Кабелевка           |
| Карманов            |
| Клюев               |
| Колхозная           |
| Нижний Затон        |
| Нижняя Самодуровка  |
| Новый Амур          |
| Площадь             |
| Попов               |
| Пробуждение         |
| Сельская            |
| Старый Амур         |
| Щелоков             |
| Ярцев               |

## Известные жители
- Токмаков П. М. — поручик, один из главных руководителей Тамбовского восстания крестьян.
- Амзин К. М. — гвардии сержант, участник Великой Отечественной войны, Герой Советского Союза.
- Сизинцев И. И. — майор, участник Великой Отечественной войны, Герой Советского Союза.